# Calle Uttinger
La Calle Uttinger es una calle de Tafí Viejo, Tucumán, Argentina. Se extiende desde la avenida Sáenz Peña, en cercanías a los Talleres Ferroviarios, hasta inmediaciones del Balneario La Toma. Lleva el nombre de Carlos Uttinger, quien fuera diputado nacional por Tucumán y administrador general de los Ferrocarriles del Estado.

## Historia
La calle fue trazada con la creación de la ciudad en 1900, transformándose en una arteria comercial en las siguientes décadas y con la creación del Mercado Municipal de Tafí Viejo. Este mercado fue inaugurado en 1940 y cerrado en 1994 tras años de abandono, por lo cual decayó el carácter comercial de la calle. Asimismo adquirió importancia con los Talleres Ferroviarios de Tafí Viejo, considerados los más grandes de Sudamérica en los años 50.
En 2020 se repavimentó un sector de la calle, y en 2022, coincidiendo con la remodelación de la avenida Alem y la reconstrucción del Mercado Municipal, se realizaron obras de revalorización de la arteria vehicular entre 9 de julio y San Martín. Las obras se inauguraron en 2023, junto al nuevo Mercado Municipal, incluyendo nueva iluminación led, mobiliario urbano, forestación, ensanche de veredas y pavimento con adoquines.

## Sitios de Interés
A lo largo de esta calle se desarrollan varios lugares de interés y emblemáticos:
- Mercado Municipal de Tafí Viejo
- Escuela Técnica Prof. Rafael Marino
- Club Atlético Gral. Belgrano
- Plazoleta Reverendo Padre Julio C. Albornoz